# 산음동 병기연구소
산음동 병기연구소는 조선민주주의인민공화국 평양시 산음동에 위치한 미사일 공장이다.
자강도 강계시 남천동 부근 화학병기 연구소에서는 미사일 연료통을 생산하고 청천강 부근의 38호 공장에선 전기회로를 생산하며 전체 조립은 평양시 산음동에 있는 공장에서 한다. 조선민주주의인민공화국의 미사일 연구, 생산시설은 잠진 군수공장, 산음동 병기연구소, 자강도 전천의 별하리 병기공장과 황북 사리원 무기공장의 5곳이다.

## 역사
2016년 2월 7일, 광명성 4호를 발사했다. 발사하기 전에 김정은이 산음동 병기 연구소를 시찰했다. 이곳에선 각 비밀 공장에서 생산된 엔진과 항법장비 등 탄도미사일의 주요 부품과 동체들이 최종 조립된다.
2017년 11월, 산음동 공장에서 미국 전역을 타격할 수 있는 화성 15호를 조립해서 발사했고, 핵 무력 완성을 선언했다.
2018년 7월, 워싱턴포스트는 익명의 정보당국 관계자를 인용해 북한이 평양 산음동의 한 무기공장에서 액체연료를 쓰는 ICBM 2기를 제조 중이라고 보도했다.
2019년 북미정상회담이 실패하자, 산음동 공장과 동창리 미사일 발사장이 재가동에 들어갔다. 곧 ICBM이나 우주 발사체를 산음동 공장에서 조립해 동창리에서 발사할 것으로 추측된다.

## 대포동 미사일

### 1998년 최초 발사
1994년 2월 미국의 첩보위성은 산음동 병기연구소소에서 발견한 2개의 미사일 모형을 대포동 1호와 대포동 2호로 명명했다. 인공위성으로 조선민주주의인민공화국 미사일 사진을 찍어 직경을 잰 후 중국, 러시아 등에서 그 직경과 비슷한 로켓을 찾아 성능을 추정하고 있다. 1998년 8월 31일 첫 번째 대포동 미사일의 발사가 있었다.

### 2006년 2회 발사
대한민국 정보당국은 2006년 발사한 대포동 2호 미사일이 남포시 잠진 군수공장에서 제조한 것으로 보고 있다. 2006년 7월 5일 두 번째 대포동 미사일의 발사가 있었다.

### 2009년 3회 발사
조선민주주의인민공화국은 2009년 1월 말 산음동 병기연구소에서 대포동 2호를 무수단리 미사일 발사장으로 운반할 때, 덮개가 달린 길이 40여m의 특수 화차를 동원, 미국 정찰위성의 추적을 어렵게 했다. 2009년 4월 5일 세 번째 대포동 미사일의 발사가 있었다.

### 2009년 4회 발사
2009년 5월, 산음동 병기연구소에서 화물열차 3량에 장거리 미사일 1기가 실려있는 것이 미국 정찰위성에 의해 포착됐다. 2009년 6월 이후에 네 번째 대포동 미사일의 발사를 할 것으로 보인다.

## 같이 보기
- 대포동 미사일
- 대포동 1호
- 대포동 2호
- 무수단리 미사일 발사장
- 동창동 미사일 발사장